# Frederik Emil Herman Bernstorff
Frederik Emil Herman greve Bernstorff(-Mylius) (20. april 1818 på Frederiksborg Slot – 30. oktober 1894 på Kattrup) var en dansk hofjægermester og godsejer (Kattrup Gods).
Han var søn af kammerherre, hofjægermester og landråd i Lauenburg, lensgreve Andreas Erich Heinrich Ernst Bernstorff-Gyldensteen (1791-1837) og Anna Alette Christiane Arctander (1792-1825) 
Den 23. september 1846 blev han på Lystrup Gods ved Faxe viet til Christiane Ulrica Christine Catharine de Mylius (6. juli 1817 – 24. november 1874), datter af kammerherre og godsejer Johan Caspar de Mylius og Vilhelmine Christiane Ulrikke von Holstein-Rathlou.
Døde på sit gods Kattrup ved Jyderup.
Børn
- Ulrich Johan August Bernstorff-Mylius (1847-1930), greve, kammerherre, hofjægermester, premierløjtnant, cand.polit. og godsejer
- Adeline "Adda" Charlotte Christiane komtesse Bernstorff-Mylius (født 1851) indskrevet i Vallø Stift
- Johanne Alma Ulricca komtesse Bernstorff-Mylius (født 1854) indskrevet i Vallø Stift

Han tog sammen med sin søn d. 18. april 1876 grevenavneforandringspatent og blev dermed greve Bernstorff-Mylius i stedet for blot Bernstorff.